# Hilmersdorf
Hilmersdorf ist ein Ortsteil der sächsischen Stadt Wolkenstein im Erzgebirgskreis.

## Geografie

### Lage
Das Waldhufendorf Hilmersdorf liegt etwa 4,5 Kilometer nordwestlich von Marienberg im Erzgebirge. Die Ortslage erstreckt sich über etwa 2 Kilometer in nahezu Ost-West-Richtung entlang des Hilmersdorfer Baches. Nordöstlich des früheren Ortsteils Heinzebank beginnt der Bornwald (auch: Heinzewald). Zu Hilmersdorf gehört die kleine Siedlung Drei Rosen.
Die an dieser Stelle schnurgerade verlaufende Bundesstraße 101 Annaberg-Buchholz–Freiberg durchschneidet Hilmersdorf etwas oberhalb der Ortsmitte, über die Kreisstraße 8170 besteht Anschluss an Großolbersdorf im Norden. Über Gemeindestraßen besteht zudem Anschluss an Warmbad und die B 174 Chemnitz–Reitzenhain.

### Nachbarorte
|               | Großolbersdorf                              | Heinzebank |
| Warmbad       | Kompassrose, die auf Nachbargemeinden zeigt |            |
| Gehringswalde |                                             | Lauta      |

## Geschichte

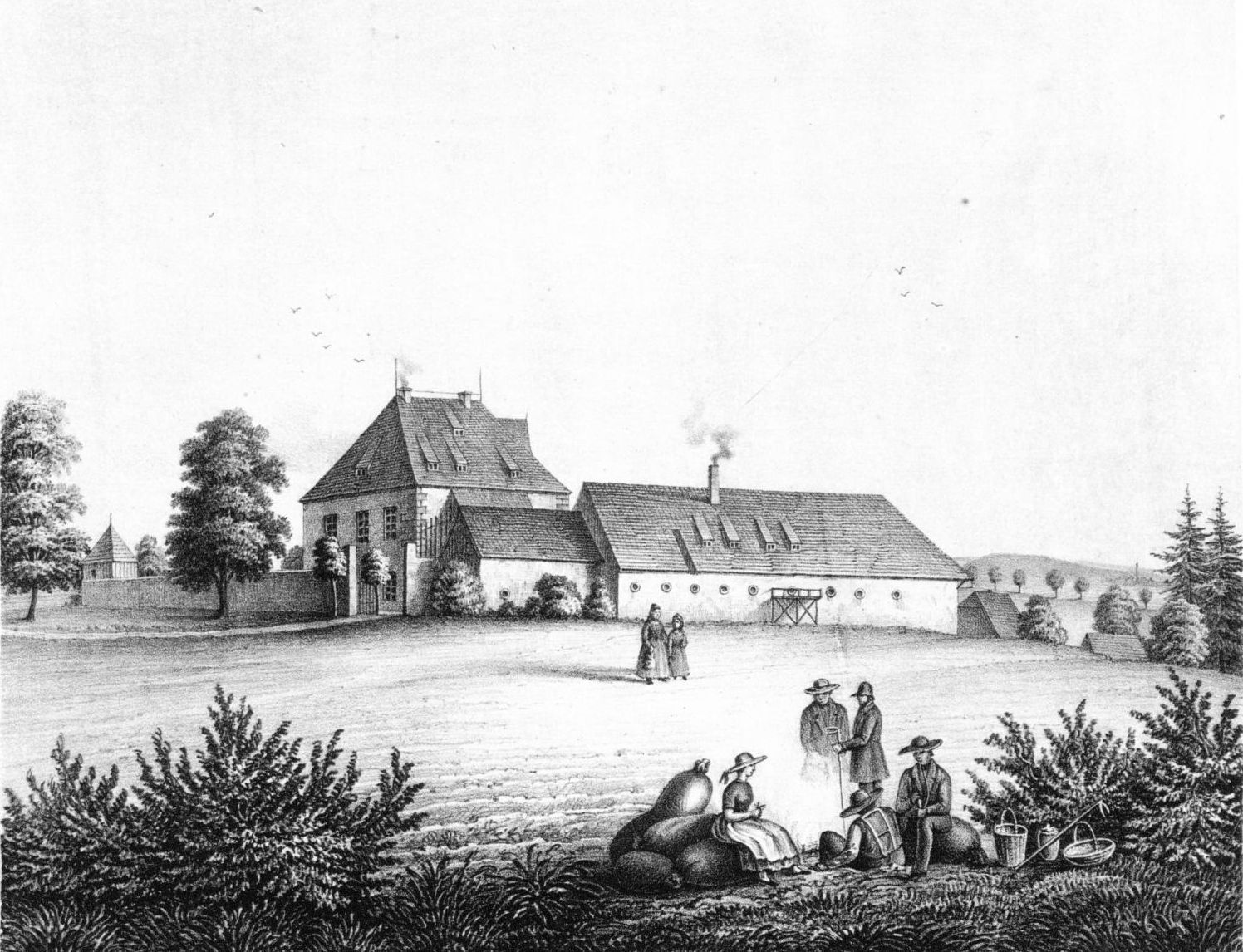
Rittergut Hilmersdorf um 1860

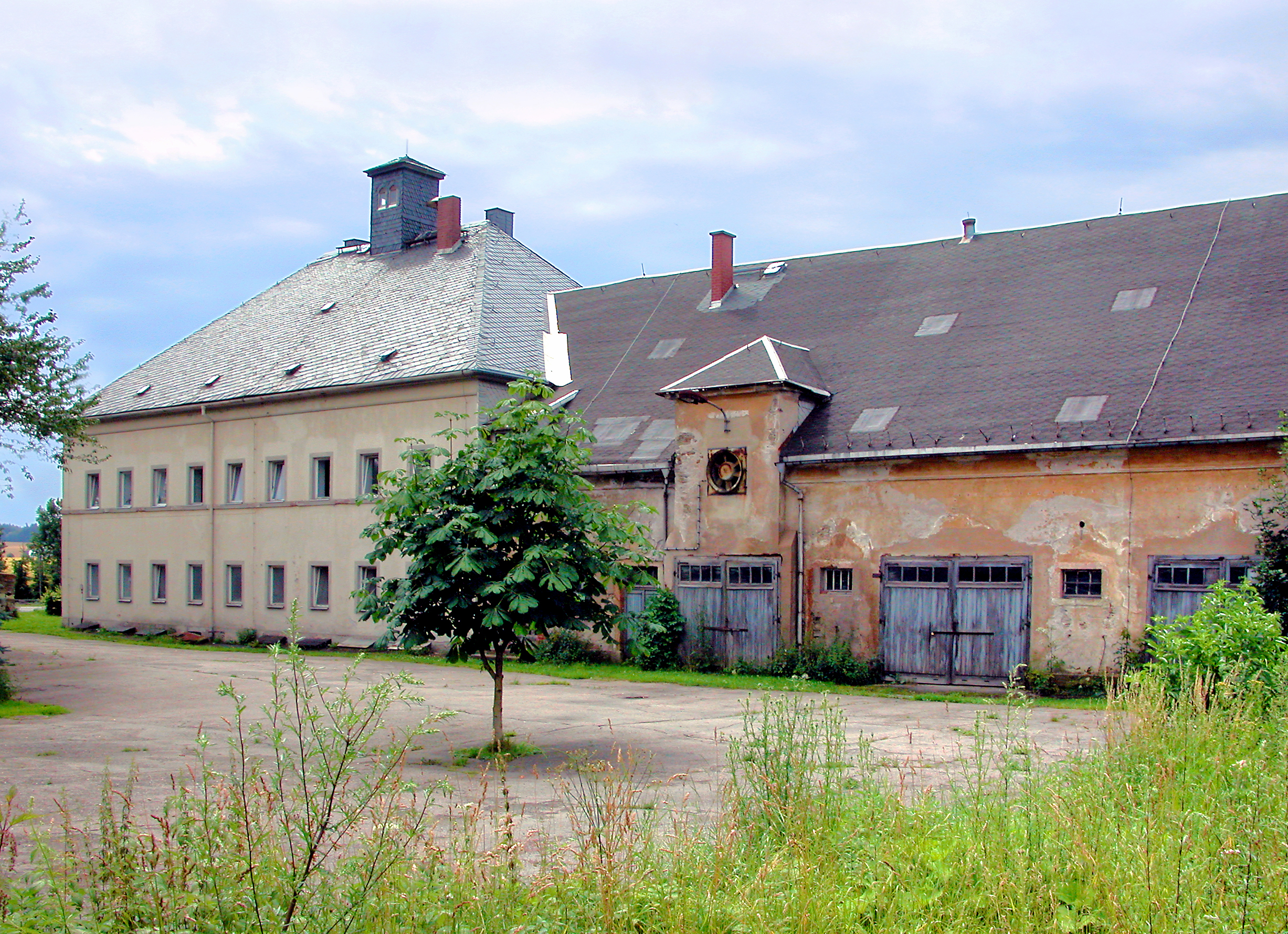
Lehngut / Forstamt Heinzebank 2009

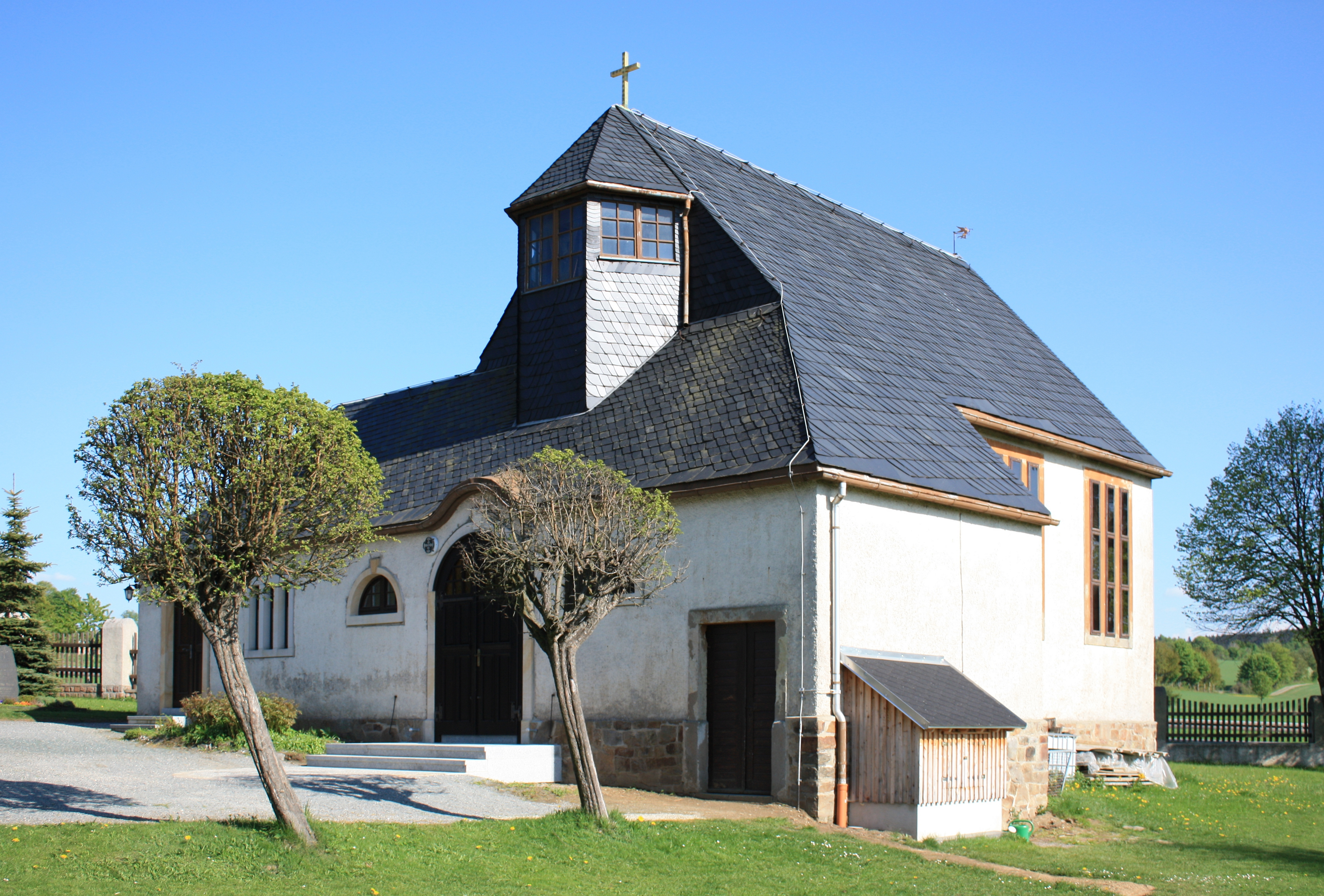
Die 1910 errichtete Friedhofskapelle

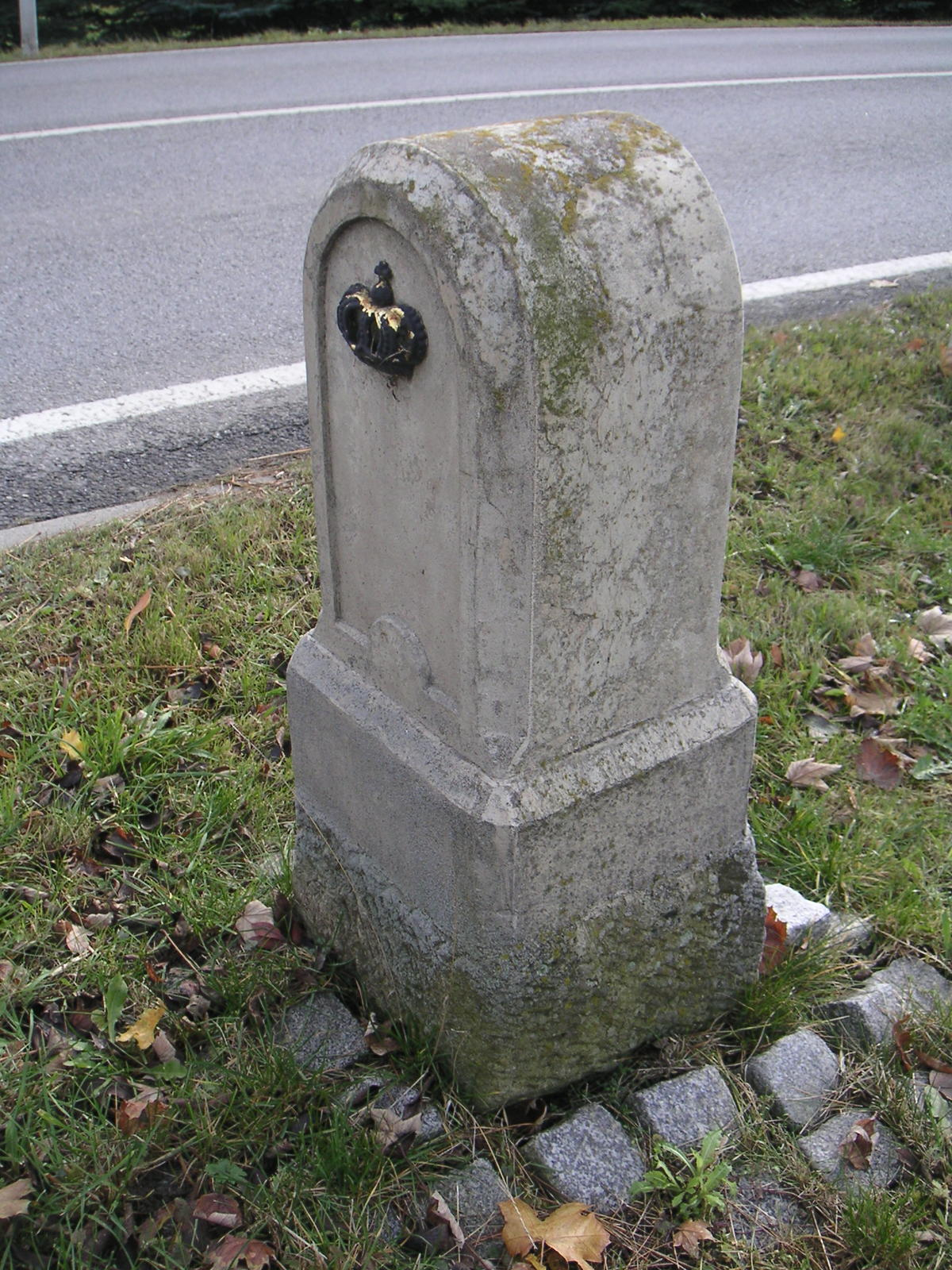
Königlich-sächsischer Halbmeilenstein an der B 101

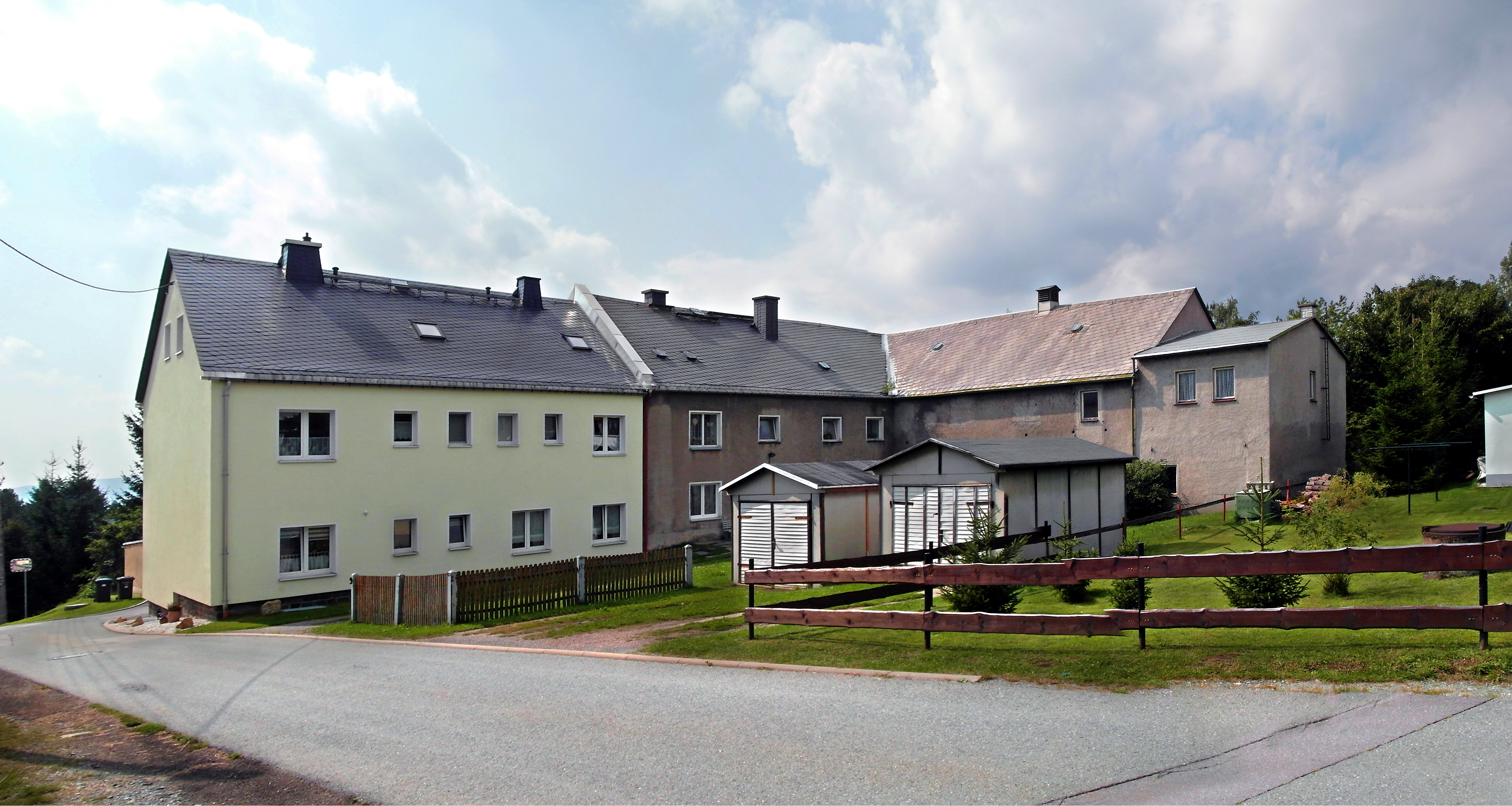
Rittergut Hilmersdorf 2017

Die erste urkundliche Erwähnung des Ortes in einem Visitationsbericht datiert aus dem Jahre 1539 als Hilmersdorff. Er wurde vermutlich in der zweiten Hälfte des 12. Jahrhunderts durch die Herren von Waldenburg gegründet. Mit der Reformation 1536/1537 kam der Ort zur Parochie Wolkenstein.
Ab 1554 sind Bergbauaktivitäten auf Hilmersdorfer Flur nachweisbar. Am 11. Juli 1582 entstand durch Ankauf von vier Höfen mit je einer Hufe das Rittergut Hilmersdorf als Mannlehngut – bis auf sieben Höfen hatten alle weiteren des Ortes Frondienste zu leisten. 1632 wird erstmals eine Schule erwähnt, 1886 wurde ein eigenes Schulgebäude errichtet.
August Schumann nennt 1817 im Staatslexikon von Sachsen Hilmersdorf betreffend u. a.: 

„Es befindet sich hier ein amtssässiges Rittergut, dem das Dorf gehört und welches, vermöge Befehls vom 5. März 1680, die Bergregalität auf die niederen Metalle, z. B. Zinn, Eisen, Kupfer und den kleinen Bergzehenten zu genießen hat. Dieses Dorf hat über 500 Einwohner mit 200 Kühen. Es giebt unter den Einwohnern viele Leinweber und Strumpfwürker, welche jährlich im Durchschnitte 70 Schock Leinwand und 300 Dutzend Strümpfe, Handschuhe und Mützen liefern.“

Der Ort gehörte bis 1856 zum Amt Wolkenstein. 1910 erhielt Hilmersdorf einen eigenen Friedhof mit der im Jugendstil errichteten Friedhofskapelle – der Einbau einer Orgel erfolgte dagegen erst 1990.
Nach dem Ersten Weltkrieg wurden im Ort mehrere Strumpffabriken errichtet, das Rathaus wurde 1929 erbaut. Durch einen Luftangriff am 15. Februar 1945 wurden 17 Gebäude zerstört und ein Mensch getötet.
Im Zuge der Bodenreform wurden die Besitzungen des Rittergutes an Neubauern und weitere Personen aufgeteilt, das Herrenhaus und die Brennerei wurden später abgerissen. 1953 gründete sich die LPG „Neues Leben Hilmersdorf“, 1960 die LPG „Frühauf“. 1965 schloss sich die LPG Neues Leben mit der gleichnamigen aus Wolkenstein zusammen, 1971 folgte die LPG Frühauf.
1975–79 wurden nördlich des Ortes Stallungen für die Intensivhaltung von bis zu 2.000 Milchkühen errichtet.
1982 wurde die Schule endgültig geschlossen.
Aufgrund der verkehrstechnisch günstigen Lage des Ortes unweit der Kreuzung zweier Bundesstraßen beschloss die damalige Gemeinde, ein Gewerbegebiet zwischen westlichem Ortsende und B 174 anzulegen, welches 1993 erschlossen wurde. In der Folgezeit siedelten sich etwa 20 Unternehmungen an.
Am 1. Januar 1999 erfolgte der Zusammenschluss der bis dahin eigenständigen Gemeinden Falkenbach, Gehringswalde, Hilmersdorf und Schönbrunn mit der Stadt Wolkenstein, Hilmersdorf wurde ein Ortsteil von Wolkenstein.

## Entwicklung der Einwohnerzahl
| Jahr | Einwohnerzahl                                        |
| ---- | ---------------------------------------------------- |
| 1551 | 33 besessene Mann, 19 Häusler, 21 Inwohner           |
| 1764 | 31 besessene Mann, 4 Gärtner, 36 Häusler, 14 ½ Hufen |
| 1834 | 712                                                  |
| 1871 | 828                                                  |
| 1890 | 934                                                  |
| 1910 | 864                                                  |

| Jahr | Einwohnerzahl |
| ---- | ------------- |
| 1925 | 850           |
| 1939 | 934           |
| 1946 | 1006          |
| 1950 | 1135          |
| 1964 | 1055          |
| 1973 | 1067          |

| Jahr | Einwohnerzahl |
| ---- | ------------- |
| 1987 | 1067          |
| 1990 | 924           |
| 1993 | 931           |
| 1998 | 932           |